# Jairo do Nascimento
Jairo, właśc. Jairo do Nascimento (ur. 23 października 1946 w Joinville, zm. 6 lutego 2019 w Kurytybie) – brazylijski piłkarz, występujący podczas kariery na pozycji bramkarza.

## Kariera klubowa
Jairo swoją piłkarską karierę rozpoczął w klubie Caxias Joinville w 1965. W latach 1969–1971 był zawodnikiem Fluminense FC. W latach 1971–1977 Jairo występował w Coritibie. W barwach Coxy Jairo zadebiutował 10 września 1972 w wygranym 1-0 meczu z SE Palmeiras zadebiutował w lidze brazylijskiej. Z Coxą sześciokrotnie zdobył mistrzostwo stanu Parana – Campeonato Paranaense w latach 1971–1976. W latach 1977–1980 był zawodnikiem Corinthians Paulista. Z Corinthians dwukrotnie zdobył mistrzostwo stanu São Paulo – Campeonato Paulista w 1977 i 1979. W 1978 zanotował serię 1132 minut bez puszczonego gola.
W latach 1981–1980 występował Náutico Recife, po czym powrócił do Coritiby. Z Coxą zdobył mistrzostwo Brazylii w 1985 oraz mistrzostwo stanu w 1986. W barwach Coxy 24 lipca 1985 w wygranym 1-0 meczu z Clube Atlético Mineiro Jairo po raz ostatni wystąpił w lidze. Ogółem w latach 1972–1985 rozegrał w lidze 220 spotkania. Ogółem w barwach Coxy rozegrał 440 meczów. Karierę zakończył w Atlético de Três Corações w 1988.

## Kariera reprezentacyjna
Jairo w reprezentacji Brazylii zadebiutował 28 kwietnia 1976 w wygranym 2-0 meczu z reprezentacji Urugwaju w Copa Rio Branco 1976. Ostatni raz w reprezentacji Jairo wystąpił 19 grudnia 1976 w wygranym 4-1 towarzyskim meczu z SC Internacional.
| Mecze i gole w reprezentacji | Mecze i gole w reprezentacji | Mecze i gole w reprezentacji | Mecze i gole w reprezentacji | Mecze i gole w reprezentacji | Mecze i gole w reprezentacji | Mecze i gole w reprezentacji |
| #                            | Data                         | Miasto                       | Przeciwnik                   | Gol                          | Wynik                        | Rozgrywki                    |
| ---------------------------- | ---------------------------- | ---------------------------- | ---------------------------- | ---------------------------- | ---------------------------- | ---------------------------- |
| 1.                           | 28.04.1976                   | Rio de Janeiro               | Urugwaj                      |                              | 2:0                          | Copa Rio Branco 1976         |
| N1.                          | 19.12.1976                   | Porto Alegre                 | SC Internacional             |                              | 4:1                          | towarzyski                   |